# 日満華共同宣言

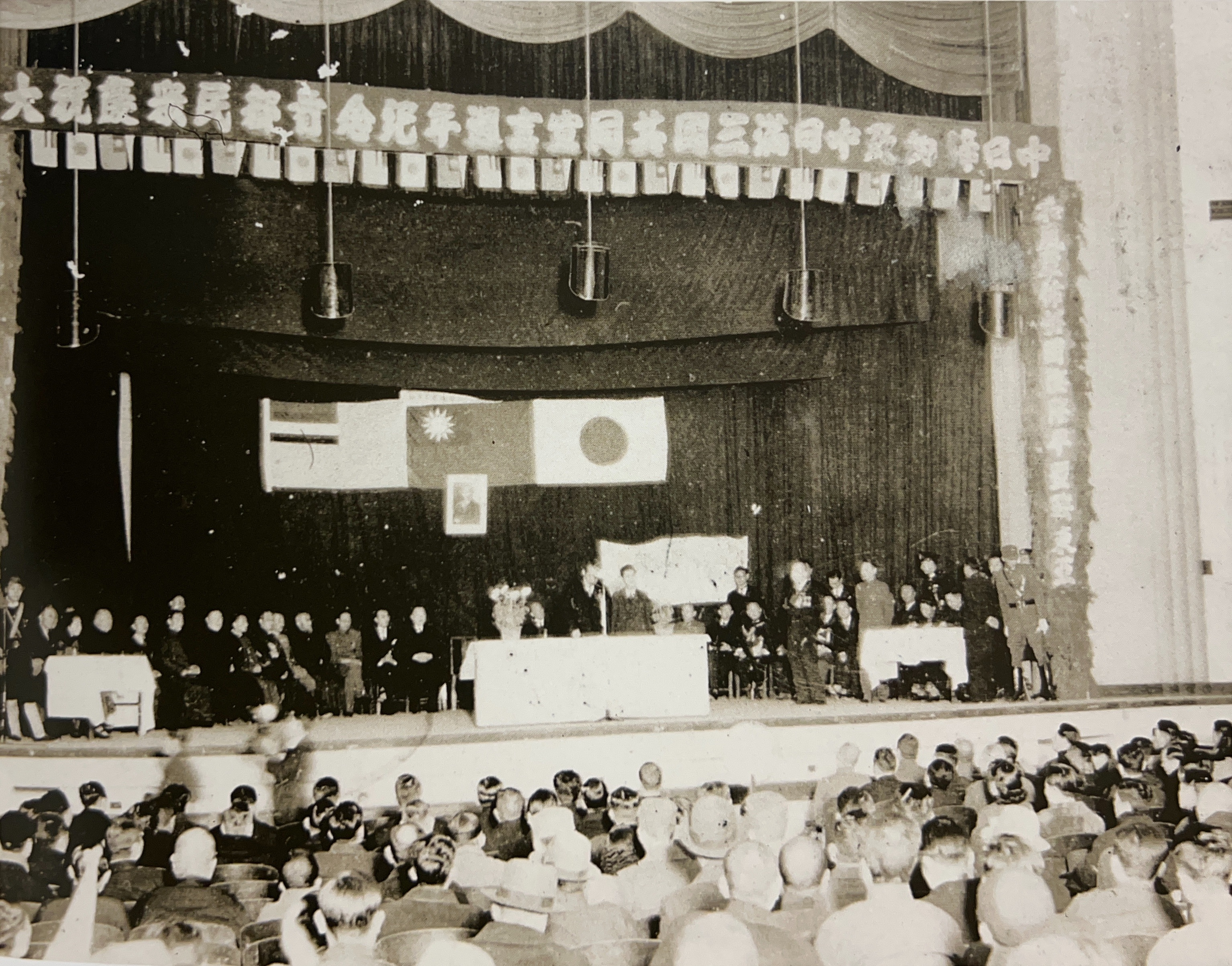
南京で開催された、日華基本条約と日満華共同宣言の締結記念集会

日満華共同宣言 (にちまんかきょうどうせんげん)とは、1940年11月30日に日本、満洲国、中華民国汪兆銘政権（以下新中華民国）の三国が、道義に基づく新秩序 (東亜新秩序) の共同理想に基づき、恒久的平和の枢軸の形成を以って、世界平和に貢献することを目的として公布した共同宣言である。同日、日本と新中華民国の間で同趣旨且つより詳細な日華基本条約も結ばれており、この宣言は主に満洲国と新中華民国の関係を結ぶものであった。
この宣言により、この三国は、国家を相互承認して、互惠関係を結んだ。互惠関係では特に、善隣友好、共同防共、経済提携（日満華経済ブロック）の三つの実を上げることが強調された。